# Bogdan Hamilton
Bogdan Hamilton, född 2 januari 2004 i Saint Louis, är en kanadensisk fäktare som tävlar i florett. Han studerar vid Columbia University och tävlar för deras idrottsförening Columbia Lions.

## Karriär
Vid olympiska sommarspelen 2024 i Paris var Hamilton en del av Kanadas lag tillsammans med Maximilien Van Haaster, Blake Broszus och Daniel Gu som slutade på sjunde plats i lagtävlingen i florett.